# Maloserdobinskij rajon
Il Maloserdobinskij rajon (in russo Малосердобинский район?) è un rajon dell'Oblast' di Penza, nella Russia europea. Istituito nel 1928, il suo capoluogo è Malaja Serdoba.